# Christmas (album Michaela Bublé)
Christmas – piąty studyjny album kanadyjskiego piosenkarza Michaela Bublé. Album został wydany 21 października 2011 r. w Irlandii, 24 października 2011 w Wielkiej Brytanii i 25 października 2011 w Stanach Zjednoczonych.
Nagrania w Polsce uzyskały status podwójnej platynowej płyty.

## Lista utworów
1. It's Beginning to Look a Lot Like Christmas (Meredith Willson)
2. Santa Claus Is Comin' to Town (J. Fred Coots, Haven Gillespie)
3. Jingle Bells (razem z The Puppini Sisters) (James Lord Pierpont)
4. White Christmas (Duet with Shania Twain) (Irving Berlin)
5. All I Want for Christmas Is You (Mariah Carey, Walter Afanasieff)
6. Holly Jolly Christmas" (Johnny Marks)
7. Santa Baby (Joan Javits, Philip Springer, Tony Springer)
8. Have Yourself a Merry Little Christmas (Hugh Martin, Ralph Blane)
9. Christmas (Baby Please Come Home) (Phil Spector, Jeff Barry, Ellie Greenwich)
10. Silent Night (Franz Xaver Gruber, Joseph Mohr)
11. Blue Christmas (Billy Hayes, Jay W. Johnson)
12. Cold December Night (Michael Bublé, Alan Chang, Bob Rock)
13. I'll Be Home for Christmas (Kim Gannon, Walter Kent, Buck Ram)
14. Ave Maria (Franz Schubert)
15. Mis Deseos/Feliz Navidad (w duecie z Thalía) (Michael Bublé, Humberto Gatica, Alan Chang/José Feliciano)

## Notowania
| Kraj/Region | Pozycja | Status  | Sprzedaż |
| ----------- | ------- | ------- | -------- |
| Węgry       | 1       | platyna |          |